# Джордж Ліппард
Джордж Ліппард (англ. George Lippard; *10 квітня 1822, Честер, округ, Пенсильванія, США — †9 лютого 1854, Філадельфія, США) — американський письменник, журналіст, драматург і активіст.

## Твори
Перші сатиричні нариси (1841—1842) присвячені Філадельфії, де він жив і працював. У романі «Місто квакерів» (англ. "The Quaker City") (1845) Ліппард викривав соціальні вади тогочасного суспільства. Автор серії лекції «Легенди про революцію» (2 чч., 1847–50), в яких розповів про демократичні традиції епохи боротьби за незалежність.
Твори «Монах-розбійник» (від. 1864), «Елеонора, або Переслідування рабів у Філадельфії» (1854) спрямовані проти рабства, засилля церковників.
У 1850 створив доброзичливе таємне товариство «Братерство союзу» (англ. "Brotherhood of the Union").